# 100 ličnosti, ljudi koji su promenili svet
100 ličnosti, ljudi koji su promenili svet je istorijsko-obrazovni časopis koji opisuje živote poznatih istorijskih ličnosti koje su promenile svet u raznim oblastima života, i iznosi zanimljive činjenice iz života ljudi koji su u mnogo čemu uobličili današnji svet.

## Sadržaj časopisa
Ova biografska edicija se sadrži iz sledećih poglavlja:
- Život i doba
- Značajni događaji
- Saputnici
- Nasleđe

### Život i doba
Ovaj deo je najopširniji i u njemu je biografski deo časopisa. U njemu je dat opis života ličnosti - od detinjstva pa do smrti. U njemu se mogu naći i zanimljive činjenice o životu odabranih ljudi. Uz tekst su priložene slike prikupljene iz raznih delova zemlje.

### Značajni događaji
U ovom delu su opisani najznačajniji događaji iz života ličnosti. Takođe se može naći i zbog čega su te ličnosti postale poznate i šta su to doprinele čovečanstvu. U posebnom odeljku je data zanimljiva činjenica o događaju ili osobi povezanu za tu ličnost.

### Saputnici
Ovo poglavlje je posvećeno ličnostima koje su povezane sa datom osobom i na neki način uticale na nju. Nakratko su opisane te ličnosti i dato je na koji način su povezane osobom kojoj je posvećen časopis (nekima od tih ličnosti posvećeni su neki od narednih brojeva časopisa).

### Nasleđe
Ovo je poglavlje u kome je objašnjeno šta su te ličnosti uvele u svet koji danas poznajemo i na koji način su to uvele. To može biti u vidu pronalaska, ideje, umetnosti i drugo.

## O ličnostima
Izabrane ličnosti su iz osnovnih oblasti čovečanstva. Ovo su oblasti u koje su svrstane ličnosti:

### Moć-Rat-Vlast
Ovoj oblasti pripadaju ličnosti koje su bile povezane sa politikom, bile vođe ratova ili učestvovale u revolucijama. Među njih spadaju Aleksandar Veliki, Če Gevara, Napoleon, Hitler i drugi.

### Umetnost-Muzika-Književnost
Ovde su svrstane ličnosti iz sveta umetnosti koji podrazumeva muzičare, slikare, pisce, glumce i ostale umetnike kao što su Mocart, Šekspir, Čarli Čaplin, Van Gog i drugi.

### Nauka-Medicina-Astronomija
Ličnosti koje spadaju ovde su naučnici koji su nešto doprineli u poljima matematike, fizike, medicine, astronomije i drugim naukama. U ovoj oblasti su se istakli Ajnštajn, Galileo, Frojd, Darvin, Tesla i drugi.

### Religija-Filozofija-Misao
Ovde su se proslavile ličnosti koje su uglavnom povezane sa verom ali tu spadaju filozofi koji su svojom ličnošću doprinele razvoju duhovnog sveta. Među njih spadaju i Gandi, Sokrat, Buda i Ruso.

### Otkrića-Istraživanja-Avantura
Istraživači koji su odgovorni za otkrića novih kontinenata, zemalja i kultura biće prikazane u ovoj oblasti. Među tim avanturistima su istaknuti Marko Polo, Kolumbo, Vasko de Gama i drugi.

### Ekonomija-Industrija-Proizvodnja
U ovoj oblasti su ličnosti koje su svojim inženjeringom i ostalim sposobnostima stekli ogromno bogatstvo kao što su Rokfeler, Porše i drugi.

## Brojevi časopisa
Ovde će biti prikazan redosled izlaženja brojeva i ličnosti koje su izašle.

#### Prva fascikla
- 1. broj - Albert Ajnštajn
- 2. broj - Galileo Galilej
- 3. broj - Volfgang Amadeus Mocart
- 4. broj - Leonardo da Vinči
- 5. broj - Sigmund Frojd
- 6. broj - Aleksandar Veliki
- 7. broj - Vilijam Šekspir
- 8. broj - Čarli Čaplin
- 9. broj - Arhimed
- 10. broj - Mahatma Gandi
- 11. broj - Čarls Darvin
- 12. broj - Ernesto Če Gevara
- 13. broj - Pitagora
- 14. broj - Vinsent Van Gog
- 15. broj - Marko Polo

#### Druga fascikla
- 16. broj - Napoleon Bonaparta
- 17. broj - Nostradamus
- 18. broj - Merlin Monro
- 19. broj - Jurij Gagarin
- 20. broj - Elvis Prisli
- 21. broj - Adolf Hitler
- 22. broj - Tomas Edison
- 23. broj - Gaj Julije Cezar
- 24. broj - Lav Tolstoj
- 25. broj - Bitlsi
- 26. broj - Buda
- 27. broj - Braća Grim
- 28. broj - Alfred Hičkok
- 29. broj - Al Kapone
- 30. broj - Martin Luter King

#### Treća fascikla
- 31. broj - Hajnrih Šliman
- 32. broj - Ferdinand Porše
- 33. broj - Lenjin
- 34. broj - Antonio Gaudi
- 35. broj - Nikola Tesla
- 36. broj - Kristofer Kolumbo
- 37. broj - Benito Musolini
- 38. broj - Pablo Pikaso
- 39. broj - Alfred Nobel
- 40. broj - Karlo Veliki
- 41. broj - Akira Kurosava
- 42. broj - Petar Veliki
- 43. broj - Ernest Hemingvej
- 44. broj - Marija Kiri
- 45. broj - Nikita Hruščov

#### Četvrta fascikla
- 46. broj - Čarls Lindberg
- 47. broj - Žan Anri Fabr
- 48. broj - Dž.R.R.Tolkin
- 49. broj - Karl Marks
- 50. broj - Ludvig van Betoven
- 51. broj - Soićiro Honda
- 52. broj - Konfucije
- 53. broj - Josif Staljin
- 54. broj - Vinston Čerčil
- 55. broj - Isak Njutn
- 56. broj - Sokrat
- 57. broj - Roald Amundsen
- 58. broj - Džingis-kan
- 59. broj - Braća Rajt
- 60. broj - Abraham Linkoln

#### Peta fascikla
- 61. broj - Artur Konan Dojl
- 62. broj - Martin Luter
- 63. broj - Džon F. Kenedi
- 64. broj - T. E. Lorens
- 65. broj - Nikola Kopernik
- 66. broj - Ervin Romel
- 67. broj - Saladin
- 68. broj - Mustafa Kemal Ataturk
- 69. broj - Bejb Rut
- 70. broj - Džordž Vašington
- 71. broj - Džejms Din
- 72. broj - Šarl de Gol
- 73. broj - Čarls M. Šulc
- 74. broj - Ričard Nikson
- 75. broj - Fjodor Dostojevski

#### Šesta fascikla
- 76. broj - Jovanka Orleanka
- 77. broj - Florens Najtingejl
- 78. broj - Džon D. Rokfeler
- 79. broj - Robert Kapa
- 80. broj - Neron
- 81. broj - Džon fon Nojman
- 82. broj - Gamal Abdel Naser
- 83. broj - Mao Cedung
- 84. broj - Majka Tereza
- 85. broj - Hanibal
- 86. broj - Elizabeta I
- 87. broj - Pol Pot
- 88. broj - Marija Antoaneta
- 89. broj - Oto fon Bizmark
- 90. broj - Frenklin Ruzvelt

#### Sedma fascikla
- 91. broj - Ho Ši Min
- 92. broj - Horejšio Nelson
- 93. broj - Ivo Andrić
- 94. broj - Daglas Makartur
- 95. broj - Hari Truman
- 96. broj - Oskar Šindler
- 97. broj - Džon Edgar Huver
- 98. broj - Aleksandar Grejem Bel
- 99. broj - Platon
- 100. broj - Vuk Stefanović Karadžić

## Spoljašnje veze
- Zvanični sajt časopisa
- Zvanični sajt kompanije